# Orphelinat Elisabeth

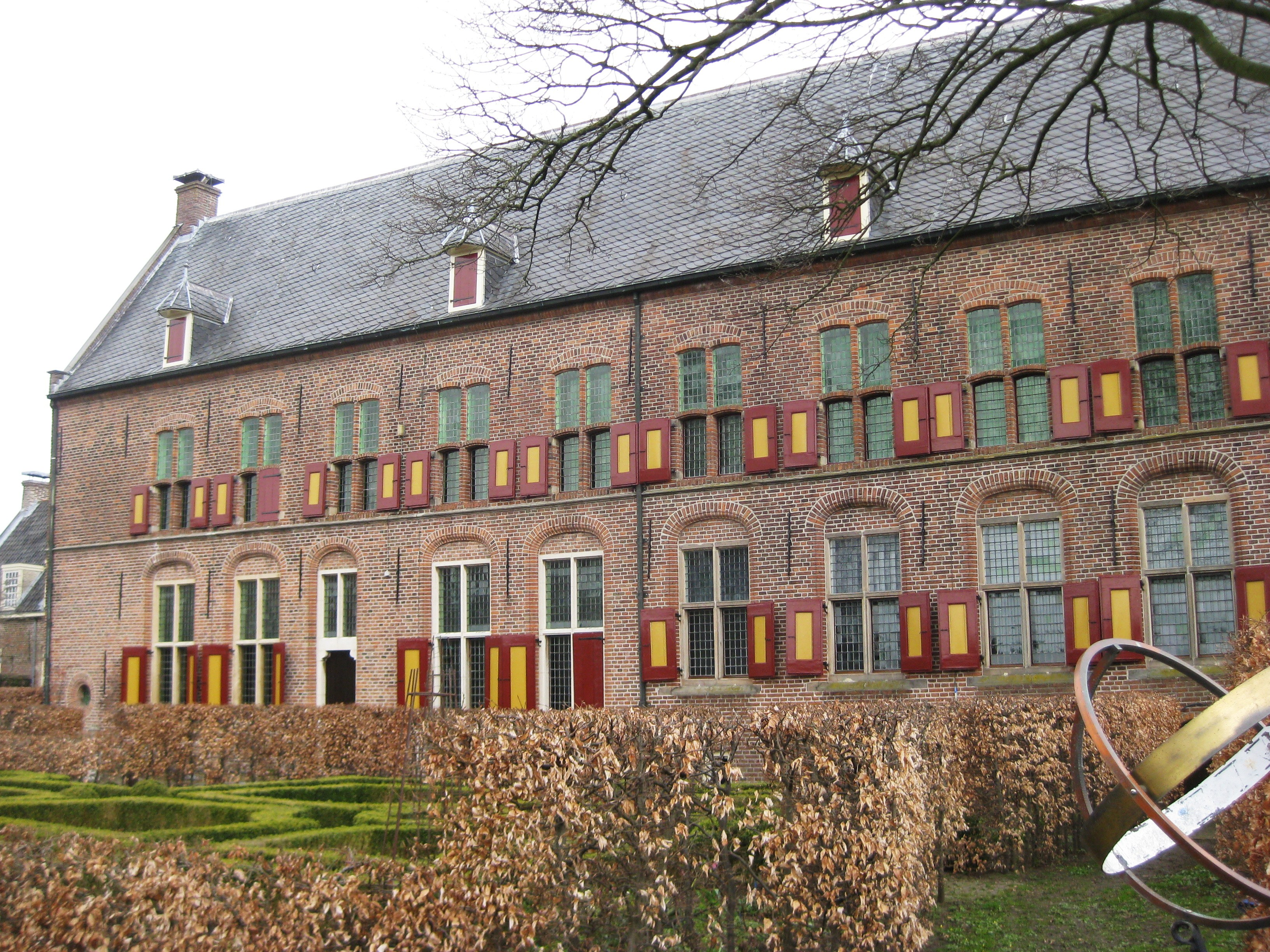
L'arrière de l'aile ouest.

L' Orphelinat Elisabeth (en néerl. Elisabeth Weeshuis), a été fondé en 1560 par Elisabeth, comtesse de Culemborg, fortunée mais sans enfant. Il s'élève au 29 Herenstraat, dans la ville de Culemborg, à l'ouest de la province de Gueldre aux Pays-Bas.

## Contexte historique
Après sa mort en 1555, la comtesse Elisabeth a laissé une grande partie de ses biens aux pauvres de la ville, dont le projet de construction d'un nouvel orphelinat. Les coûts de construction se sont élevés à la somme de 15 545 florins et le capital de départ du projet était de 32 000 florins. C'était le premier orphelinat du pays nouvellement bâti, car jusque-là les orphelins étaient hébergés dans des bâtiments existants tels que des monastères ou des maisons. Cet immense bâtiment a accueilli plus de 700 orphelins entre 1560 et 1952.
En 1952, le dernier orphelin a quitté l'établissement et l'orphelinat est devenu un abri temporaire du Hogereburgerschool (ou HBS) chrétien. L'ancien père de l'orphelinat vivait initialement dans le bâtiment qui était aussi un refuge pour les écoliers qui avaient été expulsés des cours. Le bâtiment fut bientôt trop petit pour l'école, deux salles de fortune furent ajoutées et placées dans le jardin entre les pommiers. Presque simultanément avec l'introduction de la Loi Mammoth en 1968, le HBS a déménagé dans un bâtiment nouvellement construit et il a été renommé le Koningin Wilhelmina College (Le collège Reine Wilhelmina).
L'aile des filles de l'orphelinat est devenue un musée après une rénovation complète. Différentes parties de la collection ont été conservées dans la bâtiments pendant plusieurs siècles, comme le triptyque de la fin du XVIe siècle du peintre culemborgeois Jan Deys. De nombreux portraits des comtes et comtesses de Culemborg, y compris celui de Dame Elisabeth elle-même, flanquée de ses deux maris, sont également présents dans le bâtiment depuis le XVIIe siècle.
Après une rénovation et une remise à neuf en 2013, l'exposition permanente du musée se concentre sur l'histoire de l'orphelinat, combinée avec l'histoire de la ville de Culemborg. La plupart des panneaux d’information du musée ont été traduits en français. Des expositions temporaires sont organisées régulièrement. En plus du musée, l'orphelinat abrite plusieurs autres institutions : la bibliothèque Rivierenland, l'université Volksuniversiteit West Betuwe, et la brasserie Wees is Anders.

## Galerie succincte

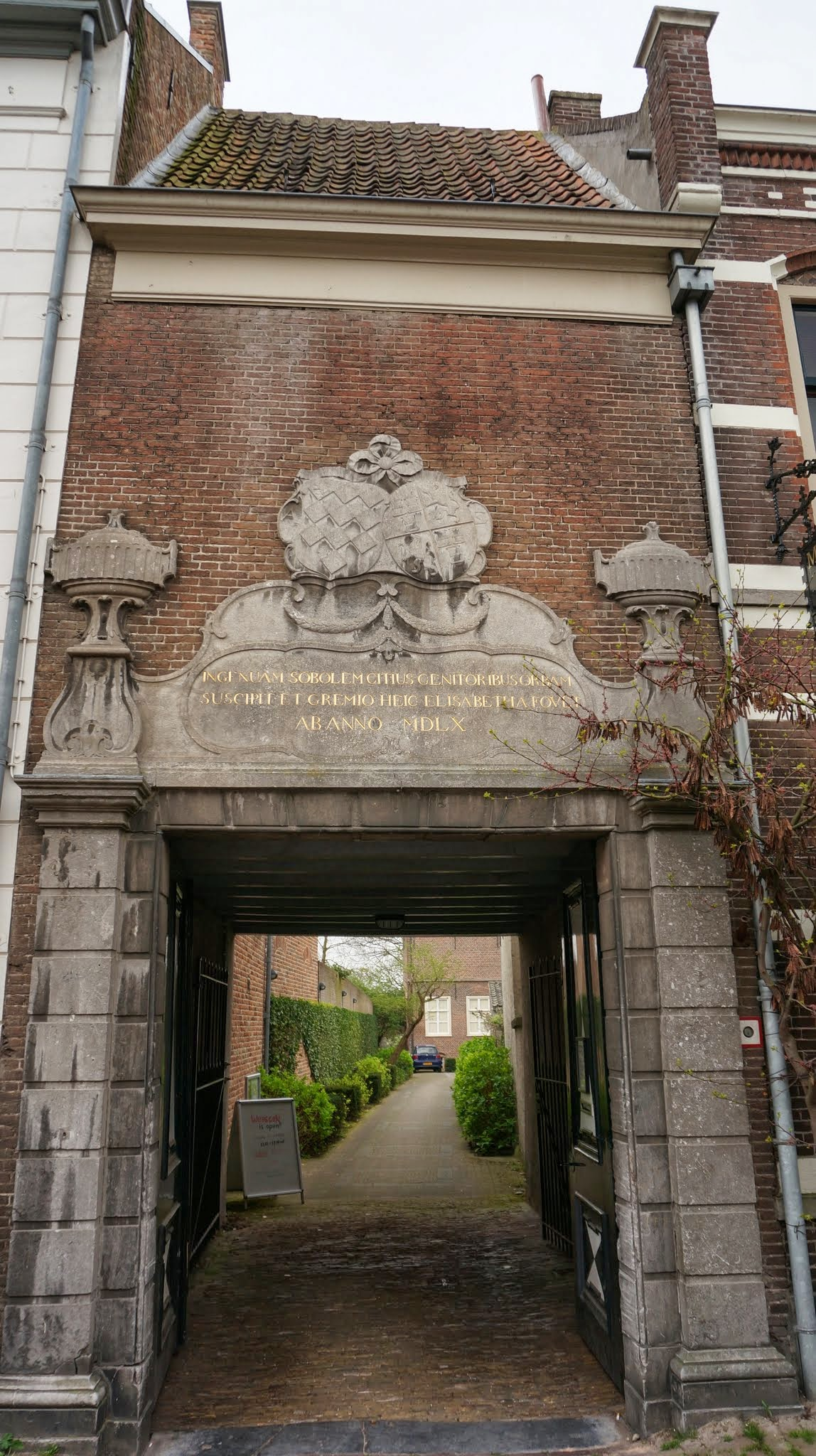
Le portail de la cour de l'orphelinat.
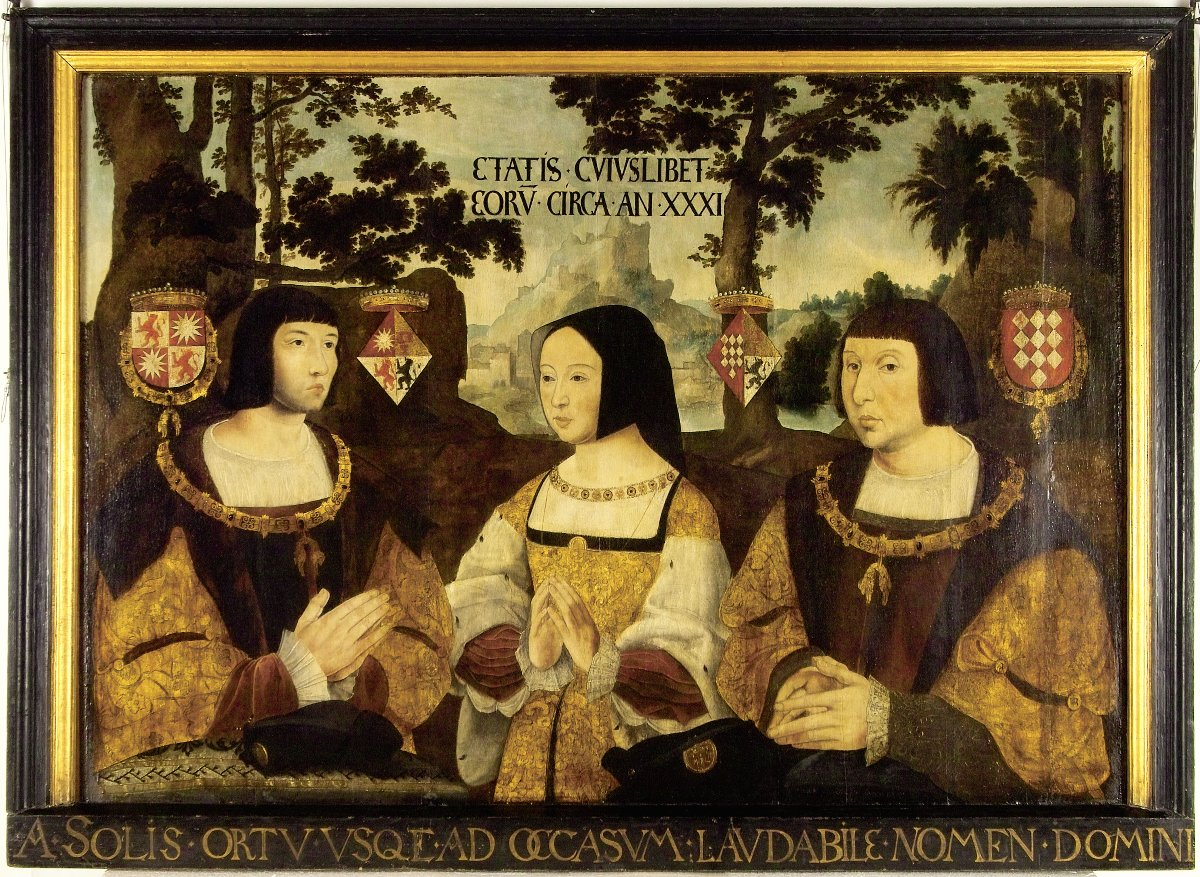
Elisabeth et ses deux époux, Jean de Luxembourg et Antoine de Lalaing
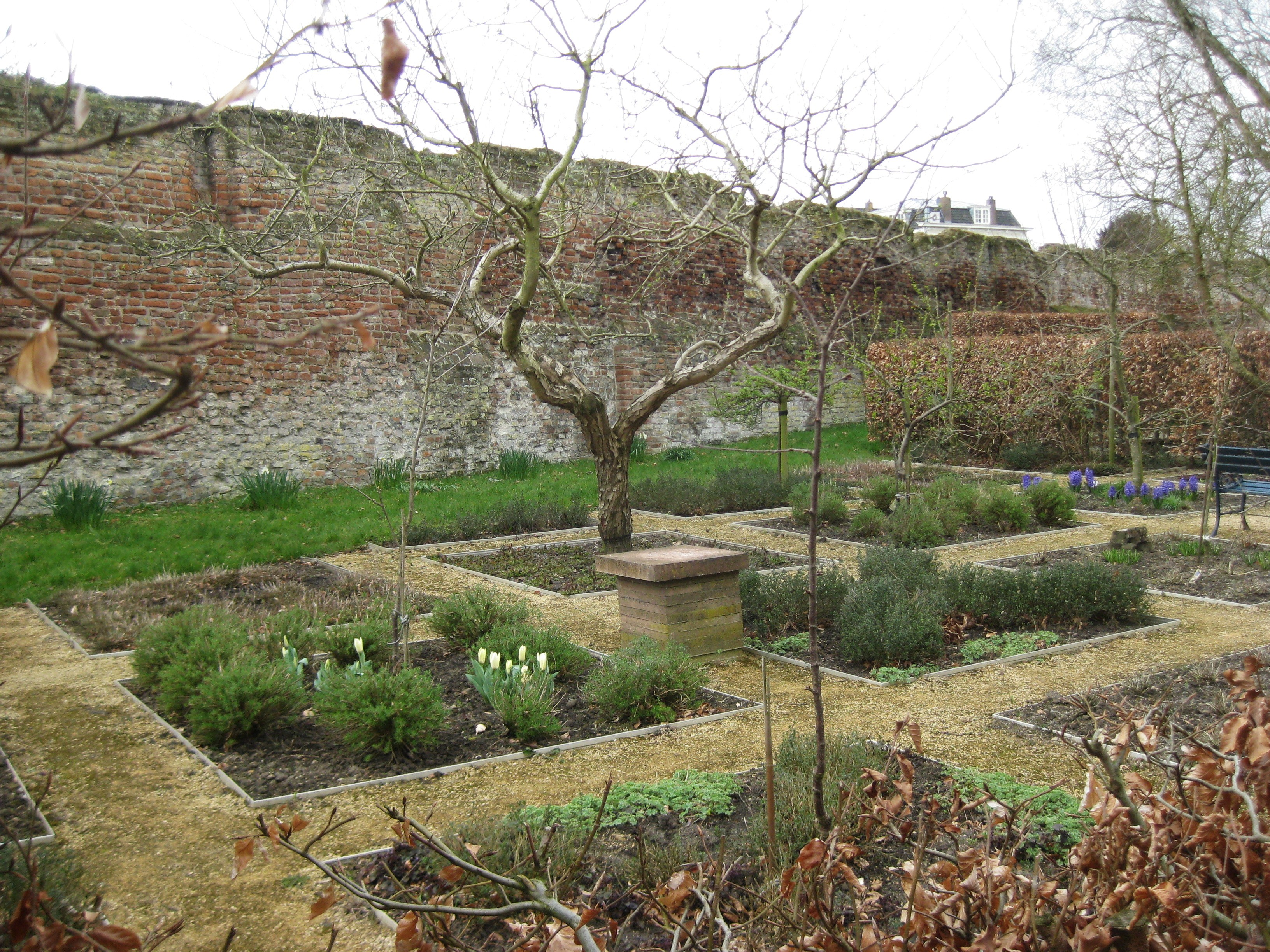
Le jardin aux pommiers
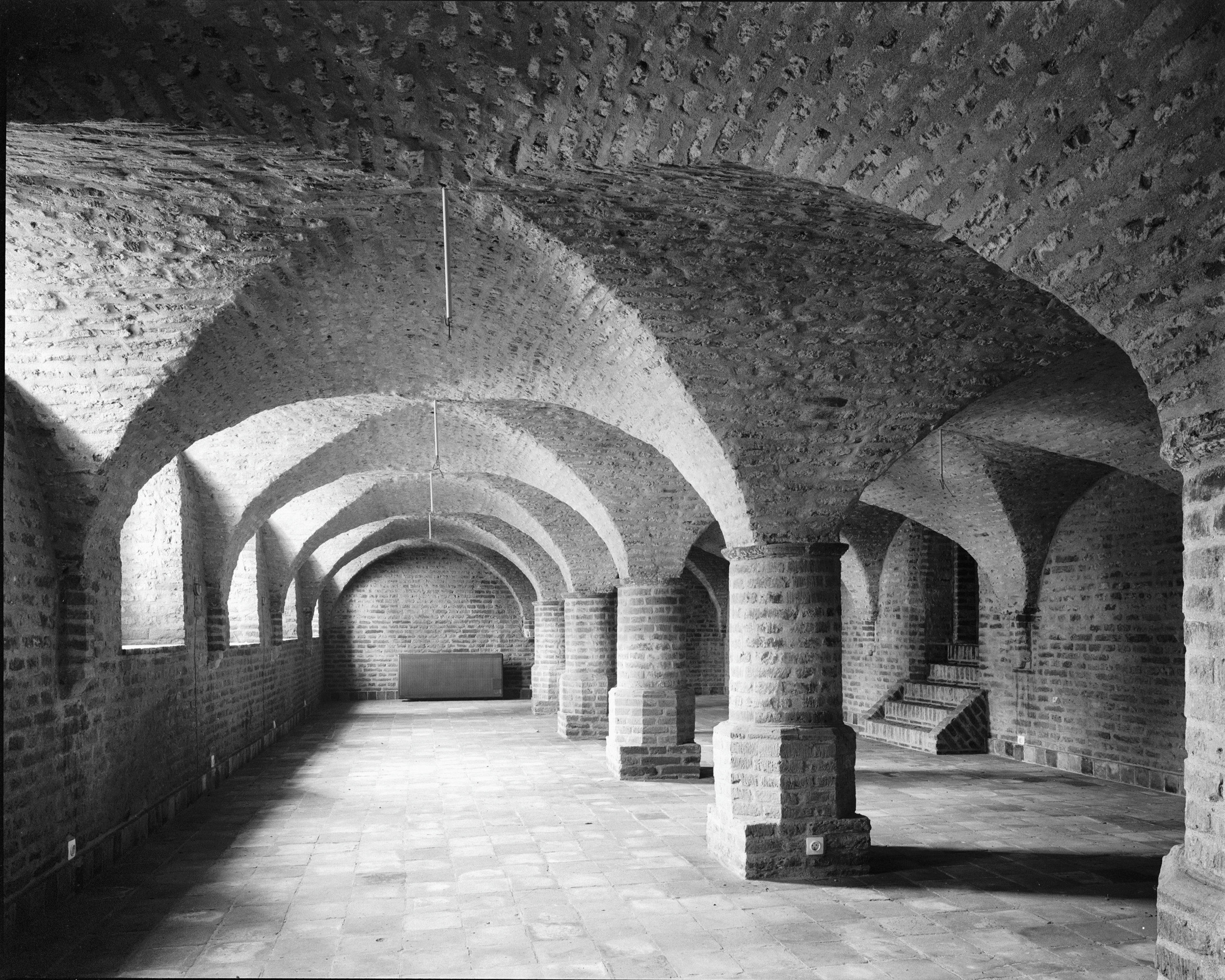
Le cellier
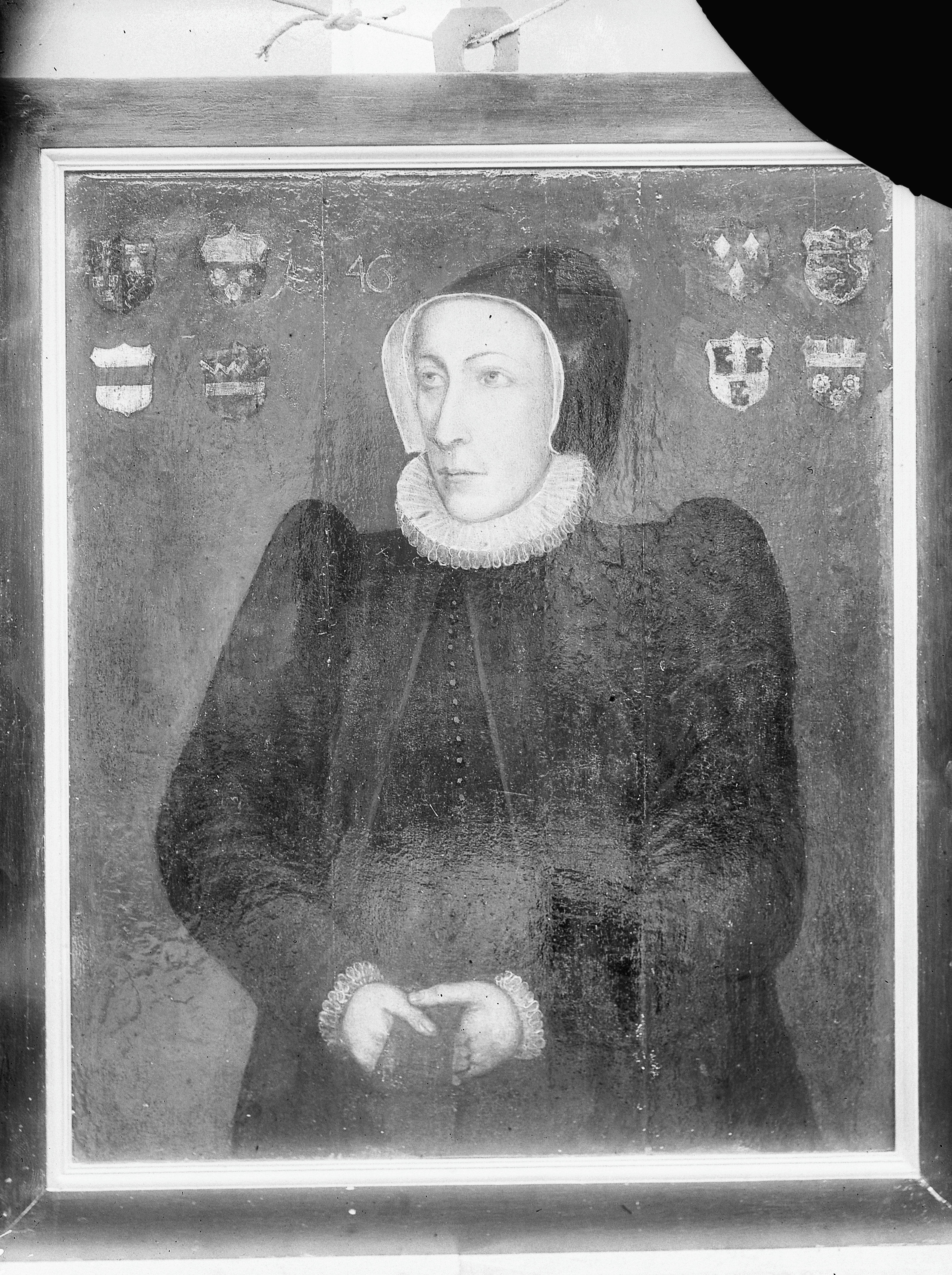
Le curieux tableau d'une dame inconnue (avant restauration), photo prise en 1907
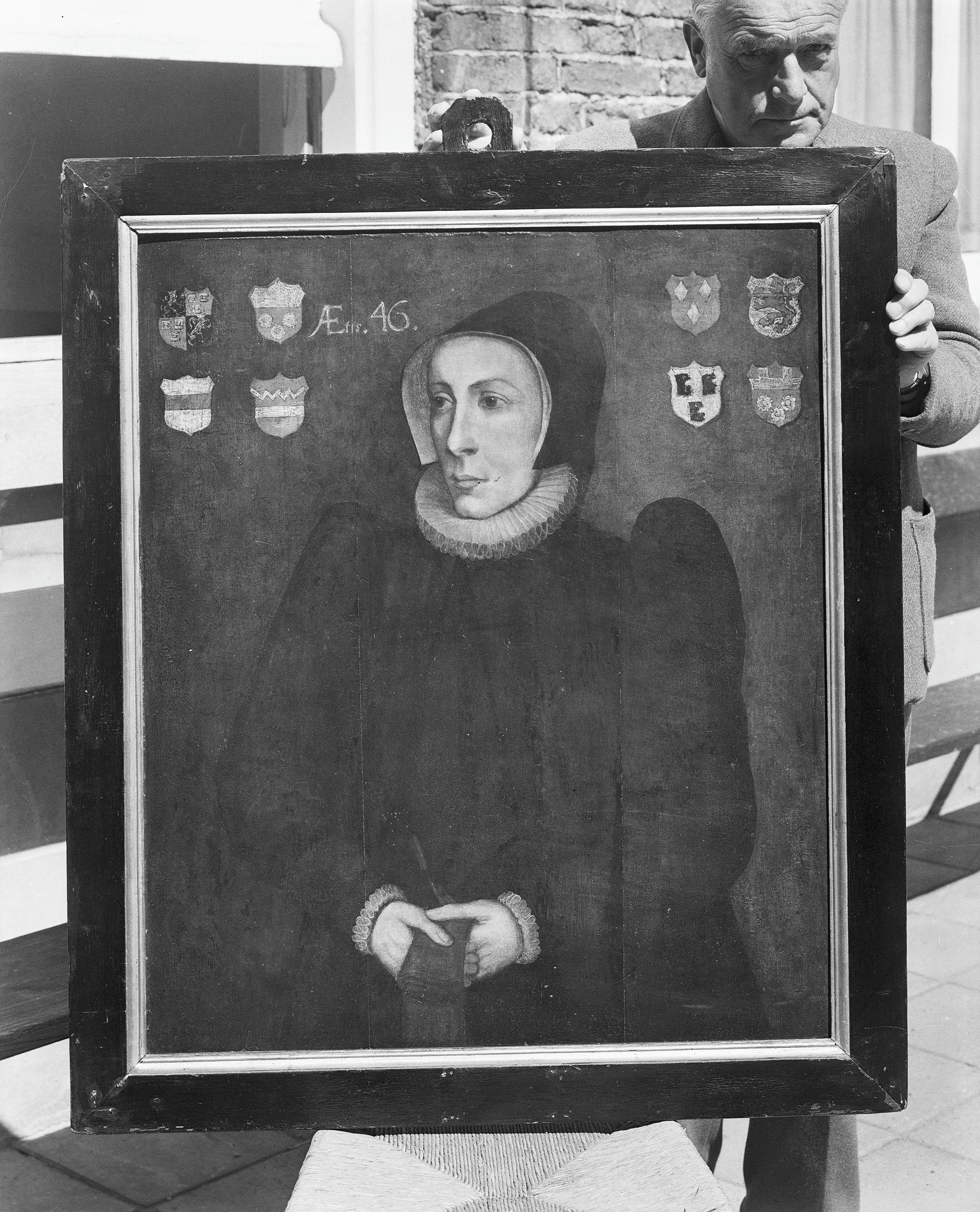
Le même portrait de la dame (après restauration), photo prise en 1957

## Sources
- Bosman, M.: Het weeshuis van Culemborg, 1560-1952 (L'Orphelinat de Culemborg, 1560-1952. Uitg. Athenaeum, Amsterdam, 2005, 291 p.  (ISBN 978-90-25303-25-9)